# Friedrich von Amerling
Friedrich von Amerling (født 14. april 1803 i Wien, død 15. januar 1887 sammesteds) var en østrigsk maler.
von Amerling har vundet sig et navn ved sine særlig i malerisk henseende vellykkede portrætter (omtrent 1000) og var i sin tid en i de højere kredse i Wien meget feteret maler (portrætter af kejser Franz I i kroningsdragt, Windischgrätz, Grillparzer, Thorvaldsen med flere). Han var elev af akademiet i Wien og Lawrence i London. 